# Групна психотерапија
Групна психотерапија је форма психотерапије која третира симултано индивидуалне емоционалне поремећаје и поремећаје понашања. Већина стручњака сматра да је синоним за групну терапију али се појам користи за означавање техника групног третмана који помажу појединцима да реше емоционалне проблеме. Групна терапија међутим, обухвата шири спектар техника које третирају и социјалне неприлагођености.